# Punta Herd
La punta Herd es un cabo que marca el extremo sur de la isla Thule (o Morrell) del grupo Tule del Sur en las islas Sandwich del Sur. También marca la entrada oeste a la bahía Ferguson, y se encuentra próximo a la península Corbeta Uruguay. La Dirección de Sistemas de Información Geográfica de la provincia de Tierra del Fuego cita la punta en las coordenadas 59°28′41″S 27°27′15″O / -59.47806, -27.45417.

## Historia y toponimia
Debe su nombre a R. D. Herd de la empresa escocesa Ferguson Brothers, constructora del buque británico RRS Discovery II. Fue cartografiada por el explorador ruso Fabian Gottlieb von Bellingshausen entre 1819 y 1820, por la expedición británica Investigaciones Discovery en 1930 y por la Armada Argentina.
Como el resto de las Sandwich del Sur, la isla no está ni habitada ni ocupada, y es reclamada por el Reino Unido que la hace parte del territorio británico de ultramar de las Islas Georgias del Sur y Sandwich del Sur, y por la República Argentina, que la hace parte del departamento Islas del Atlántico Sur dentro de la provincia de Tierra del Fuego, Antártida e Islas del Atlántico Sur.

## Baliza
Aquí se encuentra una baliza de la Armada Argentina instalada el 7 de noviembre de 1976 por el personal del rompehielos ARA General San Martín, al descargar material para construir la base Corbeta Uruguay, inaugurada cuatro meses después. Ese día también se construyó y habilitó la baliza Punta Hewison.  En noviembre de 2004, un barco ruso en un viaje turístico visitó la isla Thule/Morrell, declarando que en el sitio solo estaban las instalaciones argentinas destruidas, incluyendo los restos de las balizas del área.